# Allagopappus
Allagopappus, maleni rod glavočika ograničen na Kanarske otoke. Postoje svega dvije vrste
Dio je podtribusa Inulinae. Rod je opisan 1828.

## Vrste
1. Allagopappus canariensis (Willd.) Greuter
2. Allagopappus viscosissimus Bolle